# Classe Gus
 (avril 2020).

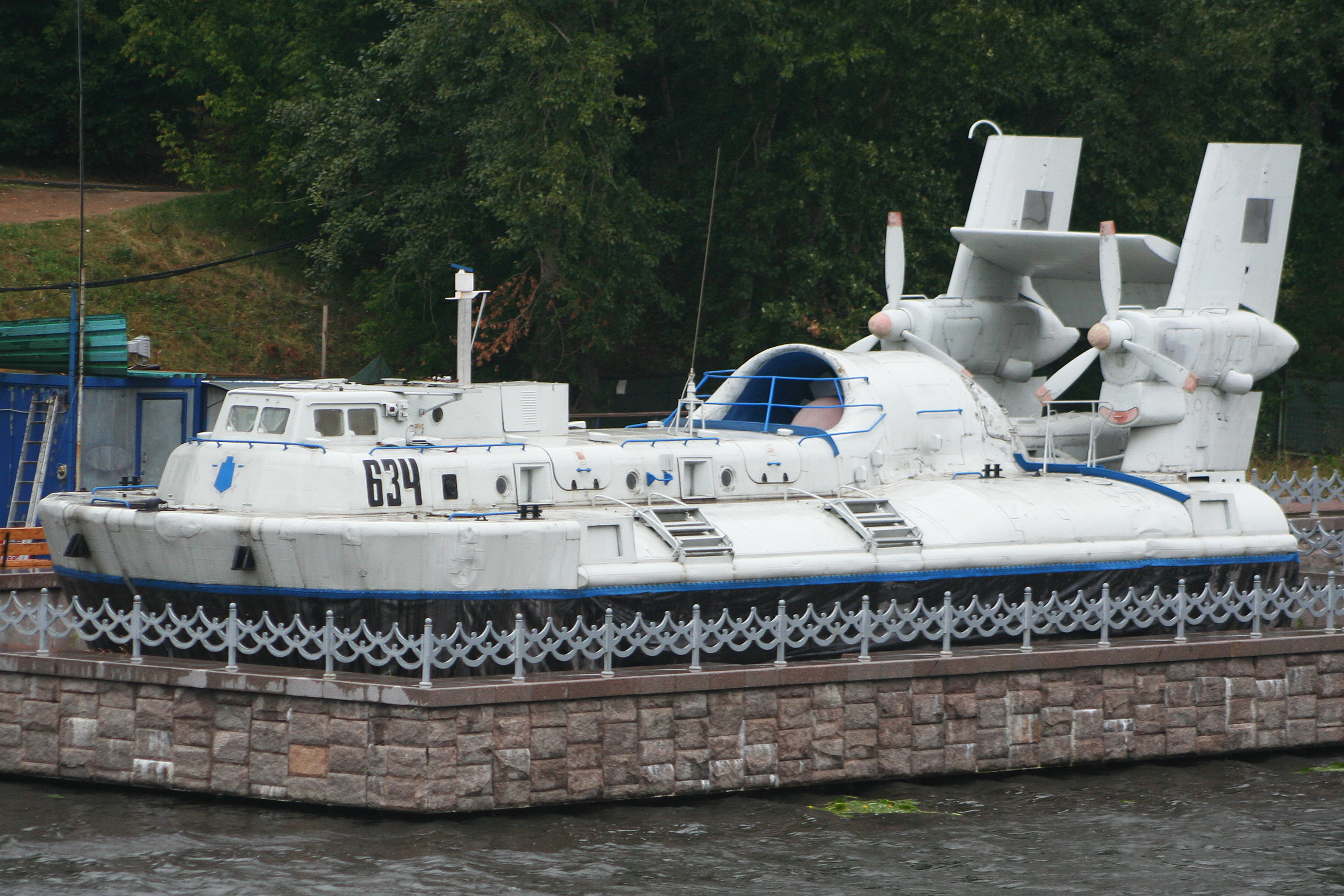
Un exemplaire de l'aéroglisseur de Classe Gus

L'aéroglisseur Classe Gus, aussi appelé Project 1205 Skat  par les soviétiques, est le premier aéroglisseur militaire utilisé par la marine soviétique, de 1969 jusqu'à sa mise au rebut progressive dans les années 1990-2000. 
Cet appareil était une alternative aux chalands de débarquement : il était destiné au transport et au débarquement de troupes sur des littoraux, des estuaires et des lacs, y compris ceux recouverts par la glace.  
Le dernier exemplaire de Classe Gus est aujourd'hui exposé au Musée de la Marine à Moscou.  

## Configuration
La coque du classe Gus est composée de panneaux d'alliage aluminium-magnésium rivetés, recouverts par un blindage pare-balle léger. A pleine charge, il était capable de franchir des obstacles allant jusqu'à 80 centimètres de hauteur et de se déplacer sur des pentes allant jusqu'à 6 degrés d'incidence. 
Le classe Gus est équipé d'une turbine centrale qui permet l'alimentation de la jupe en air, de deux hélices aériennes qui permettent sa propulsion et de trois volets, similaires à l'empennage d'un avion, qui permettent d'assurer la direction de l'engin. De 1969 à 1974, 29 aéroglisseurs de classe Gus ont été construits. Ils ont été déployés dans toutes les flottes soviétiques à l'exception de la Flotte du Nord, et ont été particulièrement utilisés pour les patrouilles en milieux difficiles, notamment sur le fleuve Amour, à la frontière entre l'Union Soviétique et la Chine. L'un d'entre eux aurait aussi servi de bloc-opératoire mobile. 
Au début des années 1990, après une utilisation exclusivement militaire, certains aéroglisseurs de classe Gus ont été reconvertis en ferrys et d'autres ont été ferraillés. L'un des derniers exemplaires est exposé aujourd'hui au musée de l'histoire de la marine russe à Moscou. Avant son effondrement, l'Union Soviétique a développé d'autres aéroglisseurs de plus grande capacité (classe Lebed, classe Tsaplya, classe Zoubr) qui permettaient de débarquer des troupes et du matériel sur une plage de la même façon que le classe Gus. 
Les navires de débarquement amphibie de classe Ivan Rogov pouvaient transporter trois aéroglisseurs de classe Gus. 

## Capacité
L'aéroglisseur de classe Gus pouvait transporter jusqu'à 25 soldats et leur équipement, ou 4 tonnes de matériel. 

## Voir également
- Liste des navires de la Marine soviétique puis russe par projet